# Проклята жінка
Проклята жінка (фр. La Femme Damnée) — картина 1859 року французького художника Октава Тассера.

## Опис
На картині зображено оголену жінку у вигляді Венери, яку троє людей цілують у три ерогенні зони: губи, груди та вагіну. Стать осіб важко визначити. При біглому погляді здається, що цілують її чоловіки, але це образ, сповнений двозначності та відкритий для різних інтерпретацій. Ці особи повернуті спиною і їхніх статевих ознак не видно, що унеможливлює визначення статі, до якої вони належать. Деякі критики вважають, що її цілують не чоловіки, а жінки. Отже, якби це було так, то означало б видимість лесбійського акту, щось дуже скандальне для часів створення картини. Також, можна припустити, що ці троє є безстатевими істотами — анголами, оскільки вони всі знаходяться у невагомому стані. Цілком можливо, що це могла бути грецька богиня Афродіта, яку вдовільняють «небесні духи».
Пастельні тони створюють інтимність і тепло, а єдина тканина, яка ніби тонко оточує тіла — фіолетова вуаль, асоціюється з кольором містики.
Починаючи знизу, ангел хапає жінку за стегно і цілує її вагіну, початок усього, вершки життя. Жіночі статеві органи виступають як символ роду людського; ангел п'є амброзію і віддає їй шану таким чином, молячись до орального сексу, доставляючи їй велике задоволення. Вона корчиться, але істота тримає її. У той же час інша істота пестить її бюст. Поцілунки грудей є чуттєвими для жінок, тому що вони дуже чутливі, сповнені нервових закінчень і пов'язані з маткою, яка, просто стимулюючи її, призводить до вагінальних і маткових скорочень. У соску є отвір, що живить людину, материнська їжа як джерело життєвої енергії, що гарантує розвиток і вічність роду; поціловані груди — здорові, рожеві, смачні і щасливі груди. Нарешті, еротична магія запечатується поцілунком в губи жінки, максимальним виявом любові та обожнювання перед творінням.
На зображенні ми бачимо жінку, яка звивається, сповнена блаженства, але водночас переслідувана та загнана в кут іншими істотами без можливості пересування чи свободи, бо ангели міцно тримають її. Насправді невідомо чи жінка насолоджується, чи страждає. Жінка не може навіть стогнати чи зітхнути від задоволення, не може кричати, говорити чи скаржитися, тому що вона знерухомлена.